# Das Schwarze Auge
Das Schwarze Auge (DSA) ist ein deutsches Pen-&-Paper-Rollenspiel, das von Ulrich Kiesow 1984 für Schmidt Spiele in Kooperation mit Droemer Knaur herausgegeben wurde. Es basiert auf der Fantasy-Spielwelt Aventurien, die von Hans Joachim Alpers, Werner Fuchs und Ulrich Kiesow entworfen wurde.

## Spielmechanismus

Bestmögliches Ergebnis einer Talentprobe: dreimal „1“

Der erste Charakterbogen (zweite Auflage) für Das Schwarze Auge, 1984, mit nur fünf Eigenschaften

Das Spiel ist ein klassisches Pen-&-Paper-Rollenspiel und wurde seit der ersten Ausgabe 1984 stark verändert. Derzeit aktuell ist die 5. Edition der Regeln.
Die Spielercharaktere werden zufallsunabhängig nach einem Punktesystem generiert, wobei es Spezies, Kulturen, Berufe sowie Vor- und Nachteile gibt. Starre Charakterklassen existieren nicht mehr; die Charaktererschaffung ähnelt in vielen Elementen dem Rollenspiel-System GURPS. Die Eigenschaften sind Mut, Klugheit, Intuition, Charisma, Fingerfertigkeit, Gewandtheit, Konstitution und Körperkraft. Diese können Werte von 1 bis über 21 haben und liegen bei neu erschaffenen Helden in der Regel von 8 bis 14. Erfolgsproben werden mit dem zwanzigseitigen Würfel abgelegt, wobei im Regelfall 1 das beste und 20 das schlechteste Ergebnis ist.
Verfeinert wird die Spielmechanik durch Talente (z. B. Verbergen oder Menschenkenntnis), die der Spielfigur eine besondere Ausrichtung geben. Eine Talentprobe setzt sich aus drei Eigenschaftsproben zusammen, sodass stets drei Würfe erforderlich sind. Die Talentfähigkeit (Fertigkeitspunkte) kann zum Ausgleich überwürfelter Ergebnisse verwendet werden. Bei geglückten Proben entscheiden die verbliebenen, nicht zum Ausgleich eingesetzten Fertigkeitspunkte über die Qualität des Erfolgs.
Das Kampfsystem baut auf Attacken und Paraden auf. Gelingt es, einen Gegner anzugreifen, hat dieser die Chance, mit einem Paradewurf den Treffer zu vereiteln. Ergänzt wird dies durch sogenannte Kampfmanöver, welche es zum Beispiel durch eine selbst auferlegte Erschwernis auf die Attacke ermöglichen, den Schaden zu verstärken oder die Abwehr des Gegners zu schwächen. Noch komplexere Manöver machen Kämpfe interessanter und spannender.
Das Magiesystem basiert auf einzeln festgelegten Sprüchen, die wie Talente gehandhabt werden. Über die Astralenergie werden die Fähigkeiten von Zauberern begrenzt.
Wie in vielen anderen Rollenspielen auch erhalten Charaktere Erfahrungspunkte, mit denen ihre Werte verbessert werden können. Es gibt verschiedene Kriterien, um diese Punkte zu bestimmen; dazu zählen beispielsweise authentisches Rollenspiel, das Erreichen von Zielen, Erfolg im Kampf oder das Lösen von Rätseln.

## Spielwelten und Kontinente

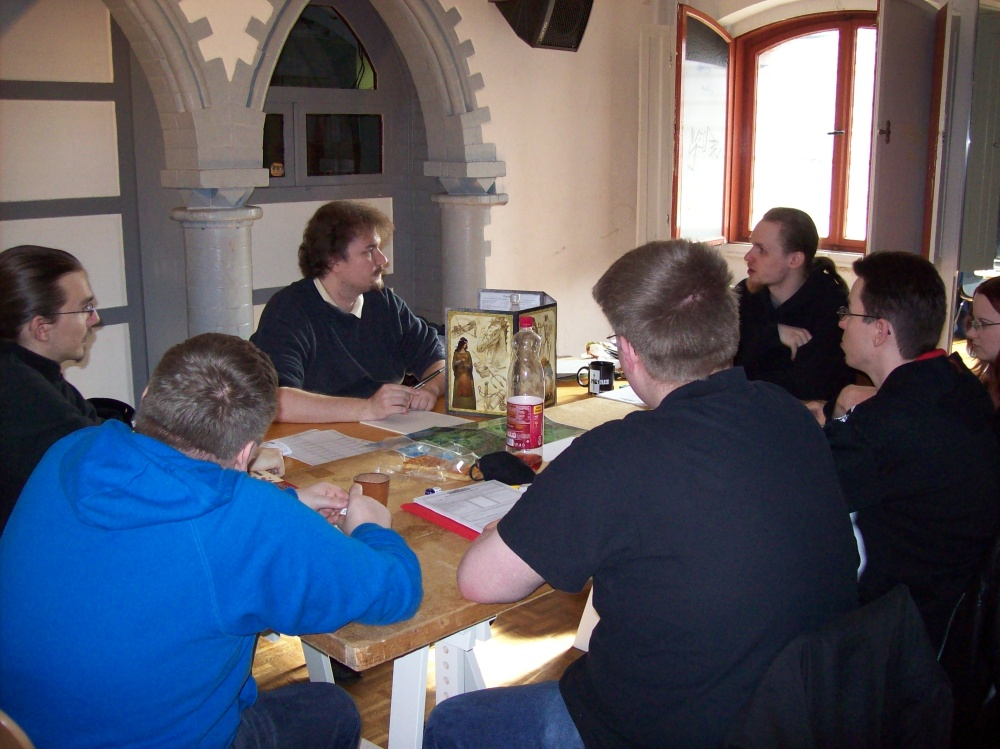
Eine Runde DSA-Spieler auf dem Burg-Con in Berlin 2009

Auf der fiktiven Welt Dere befindet sich der Hauptkontinent Aventurien, der mit dem Spiel seit 1984 entwickelt wird. Andere Kontinente wie Myranor oder die Hohlwelt Tharun wurden erst später oder nur inoffiziell ausgearbeitet. Für gewöhnlich spielt eine Spielfigur nur auf einer dieser Spielwelten, da Reisen zwischen diesen Kontinenten äußerst selten und schwierig sind.

### Aventurien
Aventurien ist ein fiktiver Kontinent und die Fantasy-Spielwelt von DSA. Der Kontinent liegt auf der Spielwelt Dere und hat etwa ein Viertel der Fläche Europas. Dennoch befinden sich dort sämtliche von der Erde bekannten Klimazonen sowie viele verschiedene Spezies und Kulturen. Neben Menschen gibt es Elfen, Halbelfen, Zwerge, Orks, Oger, Goblins, Yetis, Zyklopen, Kobolde, Feen, Riesen, Trolle, Drachen und Achaz (Echsenmenschen). Das kulturelle Niveau variiert zwischen Jungsteinzeit und Renaissance, angereichert durch fantastische Elemente. Als größtes Land ist das Mittelreich mit der Hauptstadt Gareth zu nennen, das feudal in Lehen aufgeteilt ist.
Bei fast allen Spezies gibt es magiebegabte Individuen wie Magier, Druiden, Hexen, Schamanen oder Geoden, mit einer ausgefeilten Spruchmagie, der jedoch deutliche Grenzen gesetzt sind. Die Geschichte Aventuriens ist detailliert ausgearbeitet und wird durch epische Kampagnen wie die „Phileasson-Saga“, die „Borbarad-Kampagne“ und die „Splitterdämmerung“ gestaltet. Einen entscheidenden geschichtlichen Wendepunkt stellt die Rückkehr des Zauberers Borbarad dar, wodurch High-Fantasy-Elemente einbezogen wurden.
Die vorherrschende Religion ist der Zwölfgötterglaube mit den Göttern Praios, Efferd, Boron, Firun, Phex und Ingerimm sowie den Göttinnen Rondra, Travia, Hesinde, Tsa, Peraine und Rahja. Es gibt noch einige Neben- und Halbgötter sowie andere Religionen, z. B. den Glauben an Eingott Rastullah, die Zwillingsgötter Rur und Gror und verschiedene Naturreligionen. Der göttliche Antagonist der Zwölfgötter ist der Namenlose. Zudem gibt es fünfzehn Erz- und diverse andere Dämonen.

### Myranor
Myranor ist eine im Vergleich zu Aventurien exotischere Spielwelt. Der Kontinent ist wesentlich größer als Aventurien, klimatisch reicht er von der Arktis im Norden bis zur Antarktis im Süden, und besitzt eine außergewöhnliche Fauna und Flora (z. B. Riesenbäume). Die Hauptbevölkerung sind Menschen, weiter leben dort zahlreiche Spezies-Kreuzungen, wie Katzen-, Löwen- oder Fischmenschen. Kulturell ist das Imperium hervorzuheben, ein zerfallendes, mehrere tausend Jahre altes Reich. Es existieren abenteuerliche Konstrukte wie Flugschiffe oder fliegende Städte. Ein Pantheon von acht Staatsgöttern herrscht vor, wobei Brajan Gott der Sonne und der Ordnung ist.
Als sagenumwobener Kontinent jenseits des westlich von Aventurien gelegenen Meeres der sieben Winde war Myranor bereits in der Anfangszeit von DSA als „das Güldenland“ bekannt. Den aventurischen Geschichten zufolge begann ein wesentlicher Teil der menschlichen Besiedelung Aventuriens als Kolonisation aus dem Güldenland.

### Tharun
Tharun ist eine von Hadmar von Wieser erfundene Hohlwelt. Die Bewohner leben an den Innenwänden einer kugelförmigen Welt, die Sonne schwebt im Zentrum und ändert im Verlauf des Tages ihre Farbe. Menschen leben in Inselreichen, von denen sich einige um das im Zentrum liegende Reich des Herrschers anordnen. Die Bewohner werden mit unbezähmbaren Gefahren konfrontiert (zum Beispiel Riesen, Seeungeheuern und Giganten). Diese Gefahren können ganze Siedlungen auslöschen und machen Reisen gefährlich. Es hat sich eine nach der Vervollkommnung ihrer persönlichen Fähigkeiten strebende Kriegerkultur als herrschende Kaste herausgebildet, die „Schwertmeister“.
Die Spielwelt wurde 1987 mit der Erweiterung DSA Professional als exotischeres Gegenstück zu Aventurien für sehr erfahrene Spielercharaktere entworfen. Das eigenständige Regelwerk wurde von Ulrich Kiesow geschrieben, hervorzuheben sind die – für das damalige DSA völlig untypischen – freien Magieregeln. Nach der Veröffentlichung von zwei Boxen wurde das System eingestellt und nur inoffiziell fortgeführt. 2010 kündigte Ulisses die Veröffentlichung einer Fortsetzung an. 2011 wurde bekannt, dass der Uhrwerk Verlag als Lizenznehmer diese Spielwelt bearbeiten werde. 2013 erschien mit der Weltenbeschreibung Tharun – Die Welt der Schwertmeister nach 25 Jahren der erste neue Band zur Spielwelt.

### Sonstige Kontinente
Rakshazar (das Riesland) ist von Aventurien durch das Eherne Schwert, ein unüberwindbares Gebirge, und durch das Perlenmeer östlich von Aventurien getrennt und fast vollständig unbekannt. Es existiert keine offizielle Ausarbeitung, Fans haben jedoch eine umfassende Beschreibung entworfen.
Der wenig bekannte Kontinent Uthuria liegt im Süden von Dere und ist von Aventurien durch das Südmeer getrennt. Spieler entwarfen hierzu eine Beschreibung. 2013 erschienen die drei Bände „Porto Velvenya“, „Der Fluch des Blutsteins“ und „Der Gott der Xo'Artal“ der Abenteuer-Trilogie „Grüne Hölle“, die auf Uthuria spielt.

## Publikationen

Spielmaterialien aus verschiedenen Ausgaben von Das Schwarze Auge

Die Regeln werden in Spielboxen und in Buchform veröffentlicht. Daneben existieren Regionalbeschreibungen und Abenteuerbände. Die Hauptregeln der aktuellen fünften Regelauflage bilden die Bände Regelwerk, Aventurisches Kompendium (I–II), Aventurische Magie (I–III) und Aventurisches Götterwirken (I–II). Weiterhin existiert eine Einsteigerbox, die ohne die anderen Regelbände verwendet werden kann.
Der Band Aventurisches Kompendium erweitert das Basis-Regelsystem um Optional- und Expertenregeln sowie um ausführliche Generierungsmöglichkeiten für nicht magiebegabte Helden. Aventurische Magie vertieft die Regeln für die Magie und erlaubt es, eine Vielzahl zauberkundiger Charaktere zu erstellen. Aventurisches Götterwirken widmet sich religiös motivierten Charakteren und behandelt die Mythologie und Kosmologie der Hintergrundwelt Aventurien.
Im Laufe von mehr als 20 Jahren wurden insgesamt fünf Regelauflagen, knapp zwei Dutzend Regionalbeschreibungen, über 240 Abenteuerbände und mehr als 160 Romane offiziell publiziert. Außerdem erscheint alle zwei Monate das Magazin Aventurischer Bote.

## Geschichte
Zur Geschichte der Spielwelt siehe: Aventurien: Geschichte.
Die deutschen Buch- und Spieleverlage und die deutsche Fantasy-Szene waren nach dem Erfolg von Dungeons and Dragons über den Boom für Fantasy-Pen-&-Paper-Rollenspiele zu Beginn der 1980er Jahre beeindruckt. 1981 erschien mit Midgard das erste deutsche Spiel dieser Art. Die Interessensgebiete Fantasy-Literatur, Strategiespiele und Spiele mit Zinnfiguren, aus denen schon Dungeons and Dragons entstanden war, vereinten auch Werner Fuchs, Ulrich Kiesow und Hans-Joachim Alpers, die bereits in den 1970er Jahren als Übersetzer und mit dem 1977 gegründeten Fantastic Shop in der Spielebranche tätig gewesen waren. Diese Hobbys und beruflichen Orientierungen enthielten für Kiesow, Fuchs und Alpers auch eskapistische Elemente: „Wir waren sozusagen Ex-Hippies. Und wir waren unzufrieden mit der Realität.“ (Werner Fuchs) Die verschwägerten Kiesow und Fuchs spielten unter anderem mit Ina Kramer seit 1978 Fantasy-Rollenspiele, zunächst Tunnels & Trolls. Sie „verbrachten 1982 einen regnerischen Dänemark-Urlaub damit“, Dungeons and Dragons zu spielen. Fuchs empfahl dem Verlag Droemer Knaur den Einstieg in den Rollenspiele-Markt, und gemeinsam mit Kiesow und Alpers erhielt er Ende 1982 den Auftrag, für den US-Verlag Tactical Studies Rules (TSR) Dungeons and Dragons ins Deutsche zu übersetzen. Während der von Kiesow, Fuchs und Alpers gegründete Verlag Fantasy Productions 1983 Kiesows Übersetzung von Tunnels & Trolls als Schwerter & Dämonen veröffentlichte, erschien im selben Jahr im Verlag ASS die von Kiesow verantwortete Übersetzung von Dungeons and Dragons.
Schmidt Spiele und Droemer Knaur hatten das TSR-Angebot zur Veröffentlichung von Dungeons and Dragons aufgrund der hohen finanziellen Forderungen zur Lizenzierung abgelehnt. Die beiden Verlage suchten nach einer Möglichkeit, doch in den Rollenspiel-Bereich einzusteigen: „Im November 1983 wandte sich Schmidt Spiele deshalb an Fuchs’ und Alpers’ Firma Fantasy Productions. Man brauche bis April 1984 ein komplettes Rollenspiel – mit Regelwerk, Weltbeschreibung und etlichen Abenteuerbänden.“ Die von Kiesow mit Kramer, Alpers und Fuchs für die Ansprüche ihrer privaten Spielrunde entwickelte stimmungsvolle Hintergrundwelt mit zugehörigen Spielregeln musste daher rasch zu einem präsentationsfähigen Konzept ausgearbeitet werden. „Und dann haben wir uns an den Wohnzimmertisch gesetzt und den Kontinent Aventurien gezeichnet. In zwei Stunden war das fertig.“ (Werner Fuchs)

„Einen Tag später saß ich im Zug nach München, im Gepäck eine dünne handgeschriebene Kladde, auf der in Großbuchstaben AVENTURIA stand. Ich war mir sicher, daß man Aventuria für albern und mich für einen Spinner halten würde, aber ich wollte mir später immerhin nicht vorwerfen müssen, meine Chance nicht genutzt zu haben.“

Ein rechtes schwarzes Auge wurde zuerst auf dem Sichtschirm für den Spielleiter („Meisterschirm“) verwendet, der dem „Abenteuer Basis-Spiel“ (1984) beigelegt war. Auf dem Cover des „Abenteuer Ausbau-Spiel“ (1985) war ebenfalls ein rechtes Auge zu sehen.

Das Marketing von Schmidt Spiele erfand den Titel Das Schwarze Auge und riet von Aventuria ab. Ein Schwarzes Auge gab es in der Spielwelt noch nicht, so dass die Autoren zur Erläuterung des Titels auf J. R. R. Tolkiens Der Herr der Ringe zurückgriffen, in dem „Palantíri“ genannte Orakelsteine eine ähnliche Funktion besaßen. Vor allem die Marktstellung des damals zweitgrößten deutschen Spieleherstellers Schmidt verhalf DSA mit 100.000 verkauften Basisboxen bereits 1984 zum „spektakulären Durchbruch“: Fernsehwerbung – in Deutschland einzigartig für Pen-&-Paper-Rollenspiele – warb zur Einführung Mitte der 1980er für die zu DSA gehörigen Produkte. DSA war, anders als alle anderen Rollenspiele, „von Anfang an in jedem Vedes-Geschäft und jeder Karstadtfiliale erhältlich.“
Droemer Knaur und Schmidt Spiele präsentierten Das Schwarze Auge Anfang 1984 auf der Nürnberger Spielwarenmesse. Die Vermarktung durch einen Spielwarenhersteller sorgte für die Beigabe von Spielmaterial, das Rollenspielprodukten sonst fremd ist. So lag der ersten Ausgabe der Werkzeuge des Meisters, einer Zusatzbox zum damaligen Basisspiel, eine Maske des Meisters bei: Es war eine dünne Plastikmaske mit schrägen Sehschlitzen in Form einer Fledermaus für Kinderköpfe. Um das Spiel bekannt zu machen, wurden zudem Schokoladenstücke in Maskenform an die Presse verteilt. Später wurde die Maske als sogenanntes Easter Egg im PC-Spiel Drakensang eingebaut.
Die erste Version des Basisspiels wurde nach zwei Wochen vom Markt genommen und in Text und Bild entschärft, da Kritiker dem Spiel zu große Gewalttätigkeit vorwarfen. Droemer Knaur zog sich bald aus dem Projekt zurück, und Schmidt Spiele setzte es allein fort. In den Folgejahren erschienen viele Spielemodule, Abenteuerbücher, Soloabenteuerbücher und Computerspiele. Auch der Aventurische Bote, eine zweimonatlich erscheinende Rollenspielzeitung, die über die aktuelle politische Lage in Aventurien informiert, etablierte sich.
Nach der Insolvenz von Schmidt Spiele im Jahr 1997 wurde das Spiel von Fantasy Productions übernommen, 2001 erschienen die Basisregeln der vierten Edition. 2004 feierte DSA seinen 20. Geburtstag. Nachdem Anfang 2007 die Lizenz für Myranor zu Ulisses Spiele gewechselt war, wurde im April des gleichen Jahres der Übergang auf das ganze Spielsystem ausgedehnt. Lediglich die Romane wurden bis Juli 2011 weiterhin von Fantasy Productions verlegt. Die Rechte an der Marke „Das Schwarze Auge“ liegen seit 2007 bei der Significant Fantasy GbR, deren Gesellschafter Werner Fuchs, Ina Kramer, Britta Neigel sowie der im Februar 2011 verstorbene Hans Joachim Alpers sind bzw. waren.
Bei der im Jahr 2003 veröffentlichten englischen Übersetzung wurde auf die wörtliche Übersetzung „black eye“ verzichtet, da dies im Englischen „Veilchen“ beziehungsweise „blaues Auge“ bedeutet. Stattdessen wurde der Titel „The Dark Eye“ gewählt. Das Spiel wurde Mitte der 1980er Jahre ins Französische (L’Œil noir), Italienische (Uno Sguardo nel Buio) und Niederländische (Het Oog des Meesters) übersetzt, aber nach der Einführung bald wieder eingestellt; alle internationalen Ausgaben sind seit 2008 eingestellt. Für die fünfte Auflage des Spiels wurde mittels eines Crowdfundings eine Übersetzung des Grundregelwerkes ins Englische finanziert. Seither sind auch Ergänzungsbände auf Englisch erschienen.
Im März 2011 wurde die vielköpfige und seit den 1980er Jahren dezentral und freiberuflich bzw. ehrenamtlich arbeitende DSA-Redaktion durch eine kleine, festangestellt am Firmensitz von Ulisses Spiele in Waldems im Rheingau-Taunus-Kreis arbeitende Redaktion ersetzt. Besonderen Einfluss auf die Entwicklung und Ausgestaltung des Rollenspiels DSA und seiner Spielwelt Aventurien hatten bis dahin neben dem Begründer Ulrich Kiesow vor allem die Autoren Hadmar von Wieser, Thomas Römer, Bernhard Hennen, Jörg Raddatz, Thomas Finn, Karl-Heinz Witzko, Lena Falkenhagen, Peter Diehn, Florian Don-Schauen, Stefan Küppers, Anton Weste, Ralf Hlawatsch, Michelle Melchers, Werner Fuchs, Daniel Simon Richter und Ina Kramer.
Im Mai 2011 verkündete der Verlag Ulisses Spiele im Rahmen eines Workshops auf der RPC, dass er sämtliche Lizenzen für Veröffentlichungen rund um das Thema Das Schwarze Auge erworben habe und damit die weitere Koordination über Filme und Computerspiele ebenfalls gezielt von jetzt an mitbestimmen könne.
Im August 2013 kündigte Ulisses Spiele auf der Rollenspiel-Messe RatCon in Unna die Entwicklung der 5. Regeledition für DSA an. Der Verlag setzt dabei auf die rege Mithilfe der Spielerschaft. Über Umfragen, Forenbeiträge sowie Twitter und Facebook sollen das Feedback der Fans aufgenommen und Entwürfe zur Diskussion gestellt werden. Im Mai 2014 erschien eine vorläufige Version der neuen Spielregeln, die intensiv probegespielt wurde. Diese Version bezeichnet der Verlag als „Beta-Regelwerk“, in Anlehnung an die Beta-Versionen von Computerprogrammen. Im August 2015 erschien dann zur Rollenspiel-Messe RatCon endgültig das neue „Das Schwarze Auge 5 Regelwerk“. 2016 erschien mit The Dark Eye die englische Übersetzung des DSA-5-Hauptregelwerks.

## Weitere DSA-Produkte

### Belletristik
1985 gab es erste Romane zum Spiel, seit 1995 erscheinen diese regelmäßig. Bis 2014 wurden über 150 DSA-Romane in verschiedenen Verlagen veröffentlicht. Im Horchposten-Verlag erscheint seit 2005 eine Reihe von DSA-Hörbüchern mit unterschiedlichen Sprechern wie z. B. Axel Ludwig und Sabine Brandauer, vielfach auf Basis dieser Romane. Unabhängig von der Romanreihe erschienen 2008 drei DSA-Hörspiele beim Hörspiellabel Europa. Ferner erschien 2007 ein DSA-Comic mit den Helden Nibor und Salkin bei Tigerpress.

### Gesellschaftsspiele
Schmidt Spiele verwendete 1990 die Zeichnungen, die für DSA-Publikationen entstanden waren, um ein Quartett namens Das Schwarze Auge zu bebildern. Anschließend vermarktete Schmidt von 1992 bis 1994 vier Brettspiele zu Das Schwarze Auge, die im Stil von HeroQuest ausgestattet waren: Die Burg des Schreckens und die Nachfolgeprodukte Dorf des Grauens und Tal des Drachens, außerdem das eigenständige Spiel Die Schlacht der Dinosaurier. In den Jahren 2005 und 2006 brachte Fanpro zwei weitere Brettspiele auf dem Markt, Der Weg nach Drakonia und Drachenjäger von Xorlosch von Folker Jung. Außerdem gab es ein Sammelkartenspiel namens Dark Force: Duell um Aventurien. Nach der Veröffentlichung einzelner Zinnfiguren zu DSA wurden diese schließlich in das inzwischen eingestellte Tabletop Armalion integriert. Seit 2012 veröffentlicht Ulisses Spiele ein neues Tabletop-Spiel namens Schicksalspfade. Im September 2015 erschien das Brettspiel Orkensturm und 2019 das Spiel Schatten der Macht mit bislang zwei Erweiterungen, das Ähnlichkeiten zu Risiko aufweist.

### Computerspiele
Weiterhin gibt es die dreiteilige Computerspielreihe Nordland-Trilogie (bestehend aus: Die Schicksalsklinge, Sternenschweif und Schatten über Riva) sowie eine Serie von Spielen für Mobiltelefone. Im August 2008 wurde das Computerspiel Drakensang veröffentlicht. Am 12. Februar 2010 wurde die Fortsetzung von Drakensang, Drakensang: Am Fluss der Zeit veröffentlicht, dem noch das Add-on Phileassons Geheimnis folgte. Die Silver Style Studios entwickelten ab Ende 2010 Herokon Online, ein Browser-MMORPG im DSA-Universum, das 2015 abgeschaltet wurde. 2012 veröffentlichte Daedalic Entertainment das klassische Point-and-Click-Adventure Satinavs Ketten. Am 30. August 2013 erschien der Nachfolger namens Memoria. Im Oktober 2013 erschien das story-lastige Action-Rollenspiel Demonicon.
Unter dem Titel Blackguards erschien am 24. Januar 2014 ein Strategie-Rollenspiel. Ein Hack-’n’-Slay-Spiel namens Das Schwarze Auge: Skilltree Saga kam am 4. Dezember 2014 auf den Markt. Am 20. Januar 2015 veröffentlichte Daedalic Entertainment mit Blackguards 2 den zweiten Teil von Blackguards. Die Veröffentlichung des Computerrollenspiels Das Schwarze Auge: Book of Heroes – stilistisch ein Dungeon Crawler – erfolgte am 9. Juni 2020.